# 猟奇的なキスを私にして/アソビ
「猟奇的なキスを私にして/アソビ」（りょうきてきなキスをわたしにして/アソビ）は、ゲスの極み乙女。のメジャーデビューシングル。2014年8月6日にワーナーミュージック・ジャパンから発売された。

## 概要
バンド初のシングル作品。初回プレス特典として5種類のステッカーのうち1枚がランダムで封入され、また封入されている応募券に記入し応募すると未発表レア音源が収録されたCDが当たるなどの特典が存在していた（後に「まだ生きれるだろ」は2017年に、「もう全部終わりにしよう」は2020年にそれぞれ配信リリースされた）。

## 収録曲
| 全作詞・作曲: 川谷絵音。 |                                                                               |          |            |      |
| #                        | タイトル                                                                      | 作詞     | 作曲・編曲 | 時間 |
| 1.                       | 「猟奇的なキスを私にして」(テレビ東京系ドラマ『アラサーちゃん 無修正』OP曲。) | 川谷絵音 | 川谷絵音   | 3:57 |
| 2.                       | 「アソビ」(LGエレクトロニクス「au isai FL LGL24」CF曲)                        | 川谷絵音 | 川谷絵音   | 2:39 |
| 3.                       | 「だけど僕は」                                                                | 川谷絵音 | 川谷絵音   | 3:06 |
| 合計時間:                | 合計時間:                                                                     | 9:42     |            |      |

## 未発表レア音源
| #         | タイトル                   | 作詞 | 作曲・編曲 | 時間 |
| --------- | -------------------------- | ---- | ---------- | ---- |
| 1.        | 「まだ生きれるだろ」       |      |            | 4:20 |
| 2.        | 「もう全部終わりにしよう」 |      |            | 4:00 |
| 合計時間: | 合計時間:                  | 8:20 |            |      |

## 参加メンバー
猟奇的なキスを私にして/アソビ
- 川谷絵音：ボーカル/ギター (#1,#2)
- 休日課長：ベース/コーラス
- ちゃんMARI：キーボード/コーラス
- ほな・いこか：ドラムス/コーラス

未発表レア音源
- 川谷絵音：ボーカル/ギター (#1)
- 休日課長：ベース/コーラス
- ちゃんMARI：キーボード/コーラス
- ほな・いこか：ドラムス/コーラス

## カバー作品
だけど僕は
- 柴咲コウ - 2015年。カバーアルバム『こううたう』収録。